# Subprefectura de Kamikawa

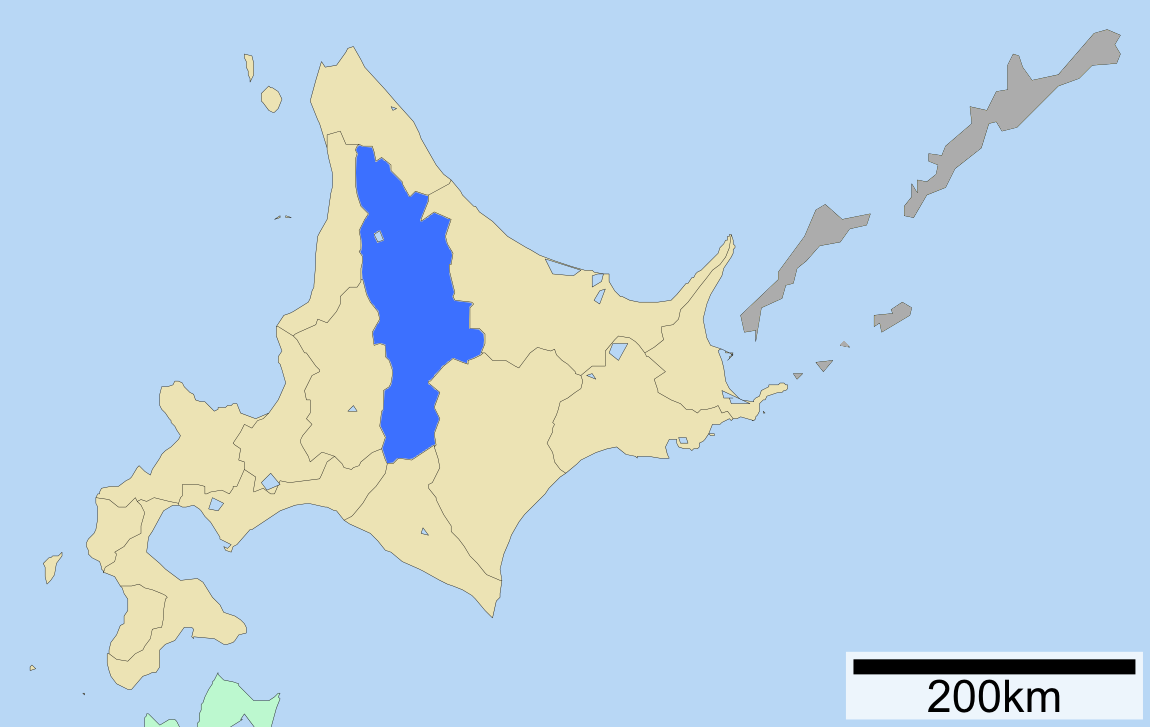
Subprefectura de Kamikawa en Hokkaidō.

Kamikawa (上川総合振興局 Shiribeshi-sōgō-shinkō-kyoku?) es una subprefectura de Hokkaidō, Japón.  En 2009 tenía una población estimada de 535 456 y una área de 9852.17 km².

## Ciudades
- Asahikawa (capital)
- Furano
- Nayoro
- Shibetsu